# Luis Álvarez Lencero
Luis Álvarez Lencero (Badajoz, 9 de agosto de 1923-Mérida –Badajoz–, 10 de junio de 1983) fue un poeta, escultor y pintor español perteneciente a la generación del 50. Junto con Jesús Delgado Valhondo y Manuel Pacheco, formó parte del reducido grupo de escritores cuyo objetivo primordial fue la incorporación de la poesía regional de mediados del siglo XX, representada casi en exclusiva por Gabriel y Galán y Luis Chamizo, a las vanguardias literarias del momento.
Como artista plástico se le tiene por ser el autor de una de las primeras pinturas abstractas vistas en Extremadura, más concretamente Cosmos, Primer Premio de la IX Exposición Provincial de Arte de la Obra Sindical de Educación y Descanso (Badajoz, julio de 1960).
Así lo refiere el crítico de Arte del diario Hoy Antonio Zoido (1913-2000):

El máximo galardón lo ha merecido Álvarez Lencero. Ya había destacado este nombre en otros concursos en los que obtuvo premio. Su línea es decidida, clara y neta. Cultiva la pintura abstracta y creemos que en ella se ofrece con abierta sinceridad y aliento poético. Poeta de vocación, sus cuadros hay que interpretarlos en función poética. Al premiado, Cosmos, le cuadra como a un soneto cincelado un adjetivo: "primoroso".

Antonio Zoido (22 jul. 1960). «IX Exposición Provincial de Arte de Educación y Descanso». Hoy (Badajoz).

## Biografía
Tras pasar la mayor parte de su infancia y primera juventud a cargo de uno de sus abuelos en una finca del término municipal de La Nava de Santiago, a finales de los años 1950 comienza a relacionarse con no pocos de los personajes más conocidos del ambiente cultural y artístico de Badajoz, entre los que cabe mencionar a los ya citados Delgado Valhondo y Manuel Pacheco, Manuel Monterrey (1887-1963), los pintores Francisco Pedraja o Guillermo Silveira, muchos de los cuales se reúnen con asiduidad en las instalaciones de Radio Badajoz, la Real Sociedad Económica de Amigos del País, los martes, o la famosa tertulia de Esperanza Segura (sobrina de Adelardo Covarsí) los sábados, más conocida por esta circunstancia como el Club de los Sabáticos.
Inicia así la edición de una serie de libros y colaboraciones regulares en diarios y revistas literarias, de las que destacan sobre todo las extremeñas Alcántara, Alor o Gévora, Caracola (Málaga), Malvarrosa (Valencia), Anaconda (Ecuador), a la vez que se gana la vida desempeñando oficios tan dispares como mecánico, herrero o administrativo tanto en España como en Alemania, adonde emigra a mediados de los años 1960.
A principios de la década siguiente se establece en Colmenar Viejo (Madrid), donde reside hasta 1982 en que se produce su regreso a la provincia pacense.
Poco antes de su marcha «Guillermo Silveira […] se alegra del éxito de su compañero. Por la Avenida de Colón, nos dijo»:

—Luis Álvarez Lencero ha "conquistado" Madrid. Éxito total. Le han ofrecido salas de Arte para exponer en París, Roma y Alemania. Pero lo que es también significativo es que el NO-DO (del que es director el periodista Rogelio Díez Alonso) ha dispuesto enviar a Badajoz un equipo especial para filmar un amplio documental en el taller estudio del artista.

Luis Álvarez Lencero se ha convertido en figura nacional. Nos alegramos y bueno sería que sus amigos de Badajoz le rindiesen justo homenaje para celebrar sus triunfos en Madrid.

Redacción (9 feb. 1971). «El NO-DO vendrá a Badajoz». Hoy (Badajoz).

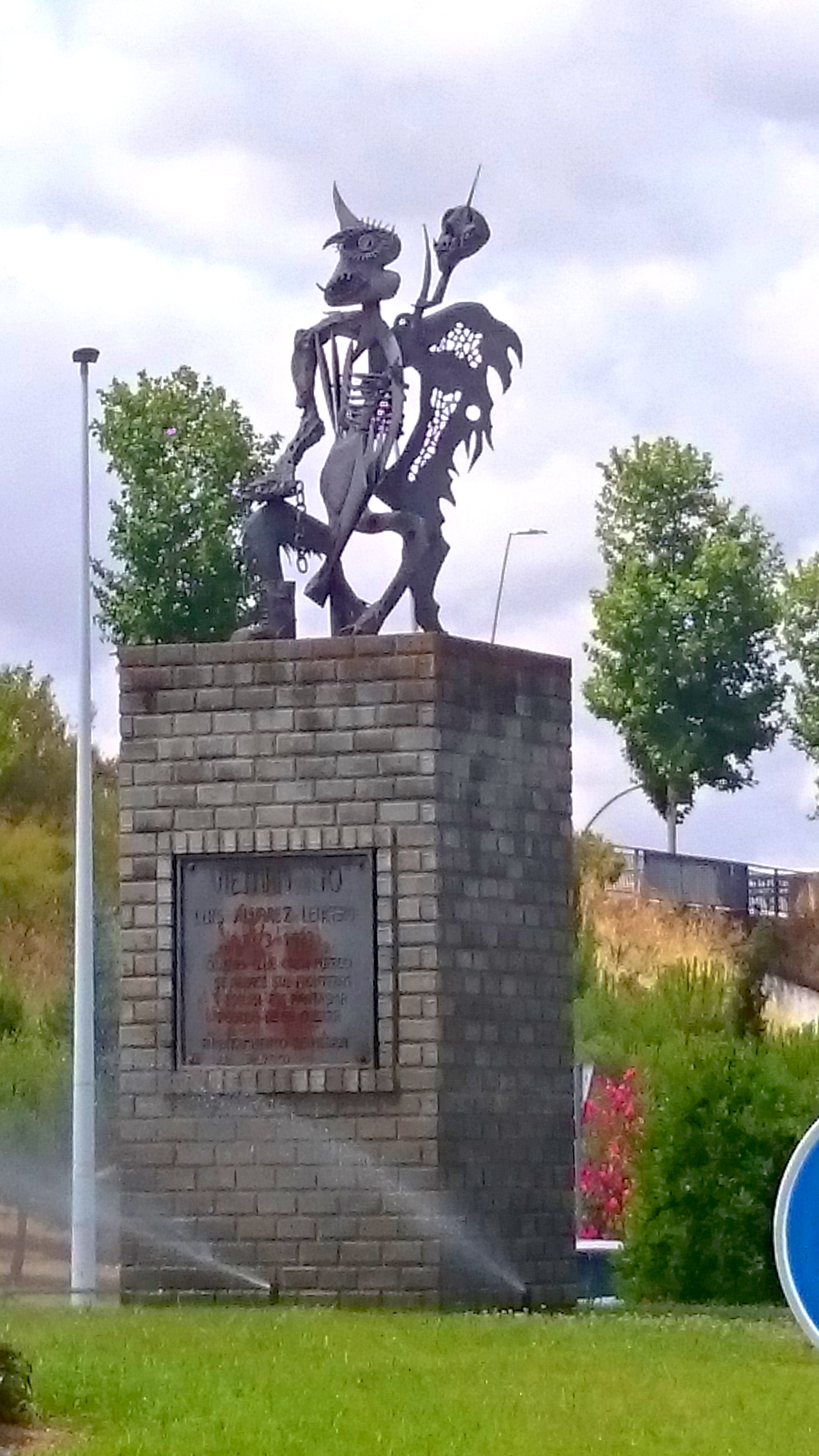
Mérida (Badajoz). Vietnam, 1970. Vista general de la obra en la confluencia de la Avda. Eugenio Hermoso y el Paseo Rosales.

Por su parte el profesor y pintor Juan Pérez Zarapico, tras situarlo dentro del periodo comprendido de «la crisis del aislamiento a la muerte de Franco», reducido en lo concerniente al panorama escultórico extremeño de mediados del siglo XX a la realización de monumentos públicos, se refiere al autor en los siguientes términos:

Hombre inquieto que tras su paso por la Escuela de Artes y Oficios de Badajoz y la Escuela de Ingeniería Industrial de Madrid, se empapa de la cultura occidental, aumentando sus experiencias vitales que luego se reflejarán en unas obras comprometidas con su entorno y la problemática social.

Su obra marca una trayectoria neoexpresionista y a veces llega casi a la abstracción, pero sin perder los referentes realistas.
Su lenguaje es recio, directo, desgarrado, como demuestra el tratamiento del hierro a golpes, casi como un escultor-herrero que elude toda perfección, pulimentos y pátinas. Es materia áspera y rugosa, bruscamente acentuada por el lenguaje de la soldadura. Por eso el mensaje llega al espectador con fuerza brutal, sin ambages.
Sus manifestaciones, tanto en su obra escultórica como literaria, le acarrearon no pocos inconvenientes en el periodo franquista.
[…]

Luis Álvarez Lencero es el más claro referente de la vanguardia artística extremeña…

Juan Pérez Zarapico (ene.-abr. 1999). «Un siglo de escultura en Extremadura». Revista de Estudios Extremeños (Badajoz: Servicios Culturales de la Excma. Diputación Provincial). LV (I): 117-136.

Falleció en Mérida el 10 de junio de 1983, a los 59 años de edad, siendo sepultado al día siguiente en el Cementerio de San Juan de Badajoz.
A finales de 2002, el Ayuntamiento emeritense colocó su obra Vietnam (1970) en la confluencia de la Avda. Eugenio Hermoso y el Paseo Rosales, retirada de su emplazamiento original al poco tiempo de su inauguración el 13 de mayo de 1983.

## Obra poética
- El surco de la sangre. Guadalajara: Doña Endrina. 1953.

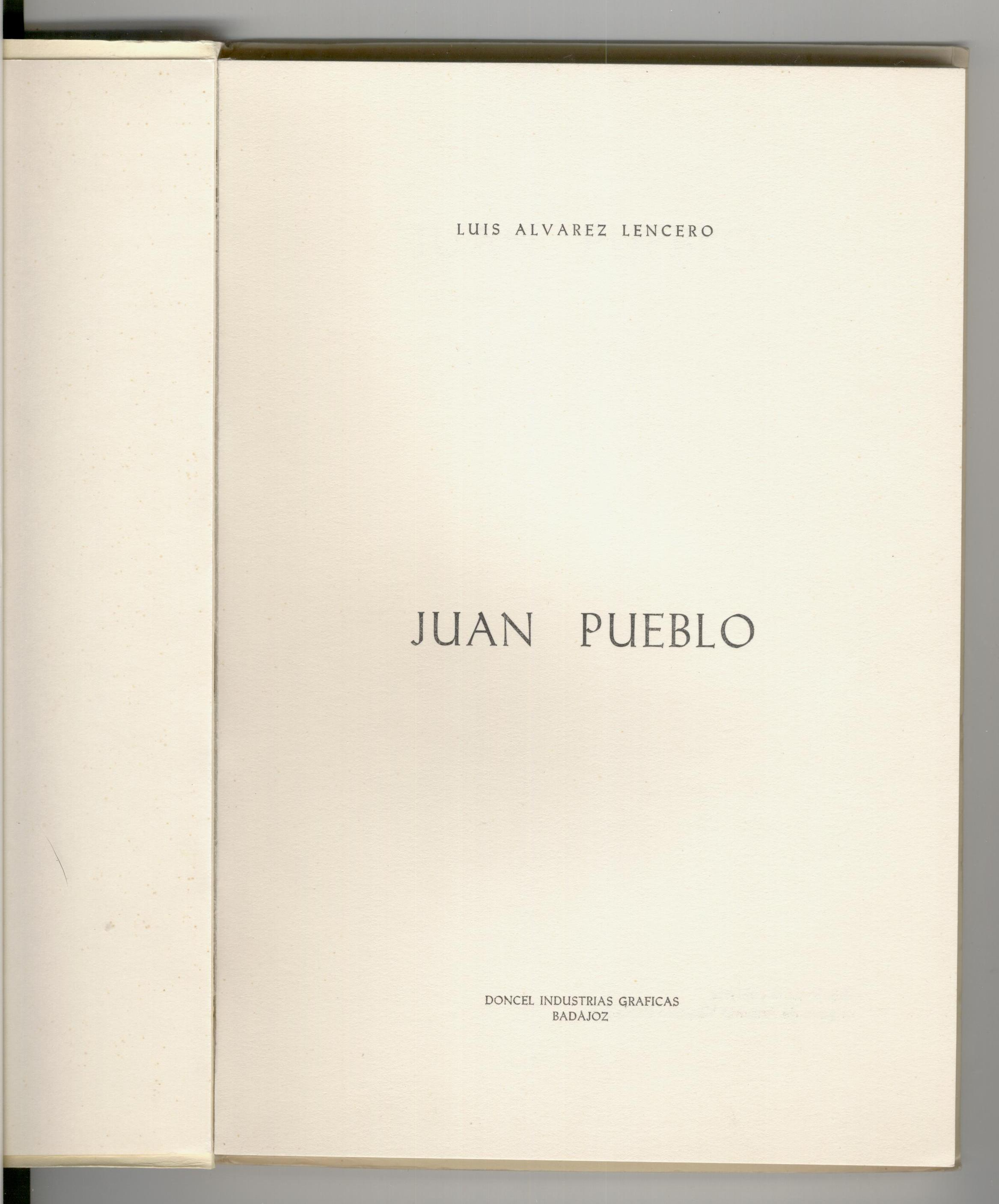
Juan Pueblo. Badajoz: Imp. Doncel Industrias Gráficas. 1971. Imagen de portada.

- Sobre la piel de una lágrima. Caracas: Lírica Hispana. 1957. Número 172 de la Revista Lírica Hispana. Pórtico- Prólogo de Jean Aristeguieta y Conie Lobell. Foto del autor y una ilustración de LHaro. Semblanza del autor. Editado también ese mismo año por la Diputación de Badajoz con ilustraciones de Julio Cienfuegos.

- Hombre. Madrid: Trilce. 1961.
- Tierra dormida. Badajoz: Diputación Provincial. 1969. Prólogo de Antonio Zoido.
- Juan Pueblo. Badajoz: Imp. Doncel Industrias Gráficas. 1971.Dibujo de la portada de Antonio Vaquero Poblador. Segunda edición 1982. Ilustraciones del escultor cántabro Pereda de Castro. Prólogo de Emilio Vera. Imp. Gráficas del Sur Grafisur. Los Santos de Maimona.
- Canciones en carne viva. Bilbao: Zero-Zyx. 1973.
- Antología poética. Badajoz: Universitas Editorial. 1980. Poemas seleccionados por el autor. Prólogo de Manuel Pecellín Lancharro.
- Homenaje a Extremadura. Badajoz-Cáceres. 1981. Poemas ilustrados por Antonio Gallego  Cañamero.
- Poemas para hablar con Dios. Madrid: Artes Gráficas Ibarra. 1982. Dibujos de Antonio Gallego Cañamero. Prólogo de Alejandro García Galán.
- Humano. Badajoz. Gráficas Alfonso Doncel. Consejería de Cultura de la Junta Regional de Extremadura. Reimpresión. Los Santos de Maimona.Imprenta Gráficas del Sur: Grafisur. 1982. Prólogo de Tomás Martín Tamayo.

### Ediciones póstumas
- Obras escogidas. Badajoz: Diputación Provincial. 1986. Prólogo de Ricardo Senabre.
- Obras completas. Badajoz: Bartolomé Gil Santacruz. 1988. Prólogo de Francisco Lebrato.
- Poemas para hablar con Dios. Madrid: Beturia. 2008. Edición de Enrique E. Corrales.
- El corazón al hombro. Madrid: Beturia. 2009. Estudio, introducción y notas de Ricardo Hernández Megías.

## Exposiciones

### Individuales
- Galería Círculo 2. Madrid, 25 de enero-20 de febrero de 1971. Se mostraron treinta y dos esculturas de hierro forjado realizadas por el artista tras su regreso a Badajoz a finales de los años 1960.

### Póstumas
- «Luis Álvarez Lencero – Obra plástica y poética». Museo Provincial de Bellas Artes. Badajoz, 19 de mayo-19 de julio de 2004.

## Reconocimientos
El 18 de febrero de 2015 el cantautor Nando Juglar publicó su disco Los poetas de Nando compuesto por veinte canciones inspiradas en otros tantos textos de escritores extremeños como Jesús Delgado Valhondo, Manuel Pacheco, Jaime Álvarez Buiza o José M.ª Pagador y en el que en lo tocante a Lencero figuró el tema El gran viaje basado sustancialmente en el poema homónimo del autor:
| N.º | Título          | Duración |  |
| 3.  | «El gran viaje» | 3:49     |  |

En la actualidad hay calles, avenidas y centros educativos que llevan el nombre del poeta en Almendralejo, Badajoz, Cáceres, Don Álvaro, Los Santos de Maimona, Mérida y Móstoles (CEIP).

## Hemerografía (selección)
- Álvarez Lencero, Luis (21 oct. 1970). «Luis Álvarez Lencero». ABC … y poesía, cada día (Madrid): 108. Se incluyen los poemas Ser, Pan, En carne viva y Hambre de Dios.
- C. R. S. (22 mar. 2008). «Poemas para hablar con Dios». ABC. Escaparate (Madrid): 24.
- Cardalliaguet Quirant, Marcelino (sep.-dic. 2004). «Luis Álvarez Lencero – Obra plástica y poética». Revista de Estudios Extremeños (Badajoz: Servicios Culturales de la Excma. Diputación Provincial). LX (III): 1340. ISSN 0210-2854.
- Cayetano Rosado, Moisés (2022). «Luis Álvarez Lencero – Análisis y afectos». Revista de Estudios Extremeños (Badajoz: Servicios Culturales de la Excma. Diputación Provincial). LXXVIII (I-III): 430-431. ISSN 0210-2854.
- Félix Morillón, Rafael Rufino (ene.-abr. 1996). «La obra poética de Luis Álvarez Lencero». Revista de Estudios Extremeños (Badajoz: Servicios Culturales de la Excma. Diputación Provincial). XLII (I): 299-300. ISSN 0210-2854.
- Félix Morillón, Rafael Rufino (ene.-abr. 2017). «Luis Álvarez Lencero – La hermosa locura de sentirse palabra». Revista de Estudios Extremeños (Badajoz: Servicios Culturales de la Excma. Diputación Provincial). LXXIII (I): 749-750. ISSN 0210-2854.
- Flores, María José (ene.-abr. 1987). «Luis Álvarez Lencero – Obras escogidas». Revista de Estudios Extremeños (Badajoz: Servicios Culturales de la Excma. Diputación Provincial). XLIII (I): 242-243. ISSN 0210-2854.
- García Galán, A. (may. 2007). «Luis Álvarez Lencero, Carmen Gómez de Villar y una versión inédita del poema "Gracias, Señor"». Boletín Informativo (Getafe: Casa Regional de Extremadura) (73): 34-39.
- Gutiérrez Macías, Valeriano (23 mar. 1961). «Homenaje a Carolina Coronado». ABC. Vida cultural (Madrid): 49.
- L. Z. (11 nov. 1960). «El poeta Álvarez Lencero artífice de la corona de la Virgen de los Ángeles de Puerta de Palmas». Hoy. La interviú del día (Badajoz): 7-8.
- Manzano González, Raquel (2017). «Los tres poetas». Sharia (Asociación Amigos de Badajoz) (76): 9-12. DL BA 29-1998.
- Martín Tamayo, Tomás (ene.-abr. 1987). «Obras escogidas de Luis Álvarez Lencero». Revista de Estudios Extremeños (Badajoz: Servicios Culturales de la Excma. Diputación Provincial). XLIII (I): 244-245. ISSN 0210-2854.
- Pérez Marqués, Fernando (dic. 1982). «Poemas para hablar con Dios». Alminar. Notas de lectura (Diputación Provincial de Badajoz: Institución Cultural Pedro de Valencia) (40): 19.
- Rabanal Brito, T. (30 dic. 1982). «Mérida: Homenaje al poeta Luis Álvarez Lencero». ABC. Cultura y sociedad (Madrid): 38.
- Redacción (12 jun. 1983). «Ha muerto Álvarez Lencero». ABC. Cultura (Madrid): 52.
- Redacción (13 jul. 2010). «Homenaje a Luis Álvarez Lencero en Colmenar Viejo». ABC. Agenda (Madrid): 60.
- Senabre, Ricardo (sep.-dic. 1986). «Variantes en la poesía de Luis Álvarez Lencero». Revista de Estudios Extremeños (Badajoz: Servicios Culturales de la Excma. Diputación Provincial). XLII (III): 529-539. ISSN 0210-2854.
- Zoido, Antonio (20 ene. 1971). «Luis Álvarez Lencero, escultor». Hoy (Badajoz).
- Zoido, Antonio (ene.-mar. 1971). «Éxito en Madrid del escultor-poeta Álvarez Lencero». Revista Alcántara. Arte (Cáceres: Diputación Provincial) (162): 63-65. ISSN 0210-9859.